# Franz von Meran

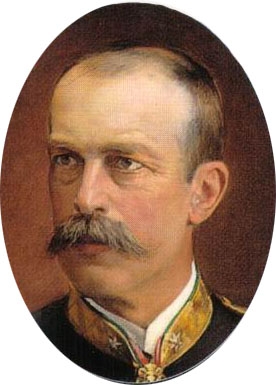
Franz Graf von Meran

Franz Ludwig Johann Baptist Jakob Gregor Graf von Meran, Freiherr von Brandhofen (* 11. März 1839 in Wien; † 27. März 1891 in Abbazia) war ein österreichischer Adeliger und Stammvater der den Habsburgern entstammenden Grafen von Meran.

## Leben

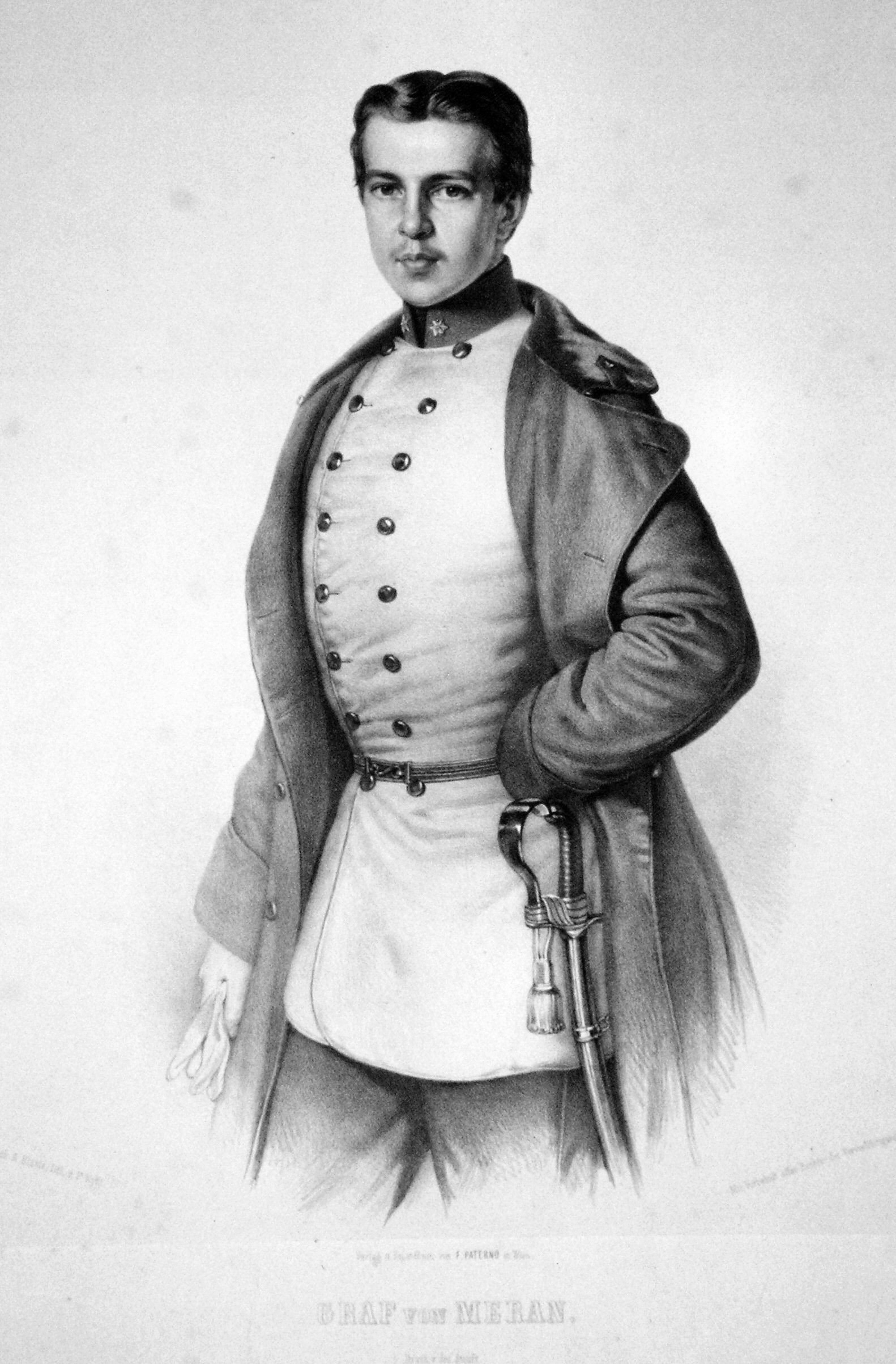
Franz Graf von Meran, Lithographie von Franz Eybl, um 1855

Franz war der einzige Sohn des Erzherzogs Johann aus seiner morganatischen Ehe mit Anna Plochl, die nach der Vermählung erst zur Freifrau von Brandhofen (1834), dann 1850 zur Gräfin von Meran erhoben wurde. Franz widerfuhr diese Rangerhöhung am 30. Dezember 1845. Im Alter von 16 Jahren trat er in die Armee ein, wo er zum Oberleutnant im Infanterieregiment Nr. 18 und zum Rittmeister im 2. Dragonerregiment avancierte. 1861 wurde er zum lebenslangen Mitglied des Herrenhauses ernannt. 1862 schied er im Rang eines Majors aus dem aktiven Dienst des Heeres aus. 1868 wurde er Mitglied der steiermärkischen Landwehr. Im Jahr 1862 übernahm er die Verwaltung der von seinem Vater hinterlassenen Betriebe und Einrichtungen. 1869 erhob ihn der Kaiser zum Ritter des Ordens vom Goldenen Vlies und ernannte ihn 1882 zum Wirklichen Geheimen Rat. Am 14. Juli 1870 trat er als Major in den nicht aktiven Dienst der berittenen Landesschützen von Tirol über. Franz war erster Präsident des Steiermärkischen Kunstvereins Werkbund und leistete so einen bedeutenden Schritt zur Förderung der steirischen Kunst. Beigesetzt wurde Franz von Meran in dem von ihm für seine Eltern erbauten Mausoleum des Erzherzogs Johann in Schenna.

## Heirat und Nachkommen
Er heiratete am 8. Juli 1862 auf Burg Ottenstein Theresia Gräfin von Lamberg (1836–1913), eine Tochter des Franz Philipp von Lamberg.  Das Paar hatte sieben gemeinsame Kinder:
- Anna Maria (1864–1935) ⚭ 1892 Alfons von Steffenelli-Prenterhof-Hohenmaur (1863–1894); ⚭ 1896 Johann Ritter von Radey (1863–1955)
- Maria Johanna (1865–1933)
- Johann Stephan (1867–1947) ⚭ 1891 Theresia Gräfin von Lamberg (1870–1952)
- Franz Peter (1868–1949) ⚭ 1902 Marie Prinzessin von und zu Liechtenstein (1877–1939)
- Karoline Johanna (1870–1944) ⚭ 1893 Heinrich Baron von Doblhoff-Dier (1868–1926)
- Rudolf Johann (* 9. Dezember 1872; † 17. September 1959), 1909–1911 Bezirkshauptmann von Bregenz, 1912–1917 Landespräsident der Bukowina, 1917 Statthalter (Landeschef) in Österreich ob der Enns ⚭ 1917 Johanna Prinzessin von Auersperg (1877–1939)
- Albrecht Johann (1874–1928)[5]

Zu ihren direkten Nachkommen (einige Generationen dazwischen) zählen u. a. sowohl Karl-Theodor zu Guttenberg sowie die Brüder Philipp, Nikolaus und Franz Harnoncourt als auch Marianne Sayn-Wittgenstein-Sayn, geb. Mayr-Melnhof.

## Vorfahren
| Ahnentafel von Franz von Meran | Ahnentafel von Franz von Meran                                                                    | Ahnentafel von Franz von Meran                                                                   | Ahnentafel von Franz von Meran                                                       | Ahnentafel von Franz von Meran                                                       | Ahnentafel von Franz von Meran                                                                | Ahnentafel von Franz von Meran                                                                | Ahnentafel von Franz von Meran                                                                | Ahnentafel von Franz von Meran                                                                |
| ------------------------------ | ------------------------------------------------------------------------------------------------- | ------------------------------------------------------------------------------------------------ | ------------------------------------------------------------------------------------ | ------------------------------------------------------------------------------------ | --------------------------------------------------------------------------------------------- | --------------------------------------------------------------------------------------------- | --------------------------------------------------------------------------------------------- | --------------------------------------------------------------------------------------------- |
| Ururgroßeltern                 | Herzog Leopold Joseph von Lothringen (1679–1729) ⚭ 1698 Élisabeth Charlotte d’Orléans (1676–1744) | Kaiser Karl VI. (1685–1740) ⚭ 1708 Elisabeth Christine von Braunschweig-Wolfenbüttel (1691–1750) | König Philipp V. (1683–1746) ⚭ 1708 Elisabetta Farnese (1692–1766)                   | König August III. (1696–1763) ⚭ 1719 Maria Josepha von Österreich (1699–1757)        |                                                                                               |                                                                                               |                                                                                               |                                                                                               |
| Urgroßeltern                   | Kaiser Franz I. Stephan (1708–1765) ⚭ 1736 Maria Theresia (1717–1780)                             | Kaiser Franz I. Stephan (1708–1765) ⚭ 1736 Maria Theresia (1717–1780)                            | König Karl III. (1716–1788) ⚭ 1738 Maria Amalia von Sachsen (1724–1760)              | König Karl III. (1716–1788) ⚭ 1738 Maria Amalia von Sachsen (1724–1760)              | Jakob Plochl ⚭ Maria Plochl (geb. Lubsch)                                                     | Jakob Plochl ⚭ Maria Plochl (geb. Lubsch)                                                     | Johann Pilz (1744–1792) ⚭ 1776 Ehrentrud Pilz (1751–1806) (geb. Fürst)                        | Johann Pilz (1744–1792) ⚭ 1776 Ehrentrud Pilz (1751–1806) (geb. Fürst)                        |
| Großeltern                     | Kaiser Leopold II. (1747–1792) ⚭ 1765 Maria Ludovica von Spanien (1745–1792)                      | Kaiser Leopold II. (1747–1792) ⚭ 1765 Maria Ludovica von Spanien (1745–1792)                     | Kaiser Leopold II. (1747–1792) ⚭ 1765 Maria Ludovica von Spanien (1745–1792)         | Kaiser Leopold II. (1747–1792) ⚭ 1765 Maria Ludovica von Spanien (1745–1792)         | Postmeister Jakob Plochl (1774–1828) ⚭ 31. Mai 1802 Maria Anna Plochl (geb. Pilz) (1782–1821) | Postmeister Jakob Plochl (1774–1828) ⚭ 31. Mai 1802 Maria Anna Plochl (geb. Pilz) (1782–1821) | Postmeister Jakob Plochl (1774–1828) ⚭ 31. Mai 1802 Maria Anna Plochl (geb. Pilz) (1782–1821) | Postmeister Jakob Plochl (1774–1828) ⚭ 31. Mai 1802 Maria Anna Plochl (geb. Pilz) (1782–1821) |
| Eltern                         | Johann von Österreich (1782–1859) ⚭ 1829 (Morganatische Ehe) Anna Plochl (1804–1885)              | Johann von Österreich (1782–1859) ⚭ 1829 (Morganatische Ehe) Anna Plochl (1804–1885)             | Johann von Österreich (1782–1859) ⚭ 1829 (Morganatische Ehe) Anna Plochl (1804–1885) | Johann von Österreich (1782–1859) ⚭ 1829 (Morganatische Ehe) Anna Plochl (1804–1885) | Johann von Österreich (1782–1859) ⚭ 1829 (Morganatische Ehe) Anna Plochl (1804–1885)          | Johann von Österreich (1782–1859) ⚭ 1829 (Morganatische Ehe) Anna Plochl (1804–1885)          | Johann von Österreich (1782–1859) ⚭ 1829 (Morganatische Ehe) Anna Plochl (1804–1885)          | Johann von Österreich (1782–1859) ⚭ 1829 (Morganatische Ehe) Anna Plochl (1804–1885)          |
| Franz von Meran                |                                                                                                   |                                                                                                  |                                                                                      |                                                                                      |                                                                                               |                                                                                               |                                                                                               |                                                                                               |